# Agnieszka Cybal-Michalska
Agnieszka Cybal-Michalska – profesor nauk społecznych w dyscyplinie pedagogika, specjalistka w zakresie pedagogiki młodzieży i socjologii edukacji, profesor zwyczajny Uniwersytetu im. Adama Mickiewicza w Poznaniu, Dziekan Wydziału Studiów Edukacyjnych tej uczelni w latach 2016–2024. Od 2025 roku członkini Rady Uczelni Uniwersytetu im. Adama Mickiewicza. Od 2020 roku pełni funkcję Przewodniczącej Komitetu Nauk Pedagogicznych Polskiej Akademii Nauk. Jest Wiceprzewodniczącą Polskiego Towarzystwa Pedagogicznego. Członkini zagraniczna Narodowej Akademii Nauk Pedagogicznych Ukrainy. W 2023 roku została wybrana do Rady Doskonałości Naukowej na kadencję 2024-2027. Doctor Honoris Causa Ługańskiego Uniwersytetu Narodowego im. Tarasa Szewczenki. Absolwentka studiów MBA „Zarządzanie Szkołą Wyższą” - Uniwersytet im. Adama Mickiewicza w Poznaniu i Uniwersytet Ekonomiczny w Poznaniu (2014).

## Życiorys
Absolwentka Technikum Kolejowego w Poznaniu, gdzie uzyskała zawód ekonomisty. W 1997 roku ukończyła studia na Wydziale Studiów Edukacyjnych Uniwersytetu im. Adama Mickiewicza w Poznaniu. Pracę magisterską poświęconą systemowi wartości młodzieży szkolnej napisała pod kierunkiem Prof. Marii Dudzikowej. Doktoryzowała się w 2001 roku w jednostce macierzystej na podstawie rozprawy „Orientacje proeuropejskie młodzieży. Stan i potrzeby edukacyjne”, której promotorem był Prof. Aleksander Zandecki. Stopień naukowy doktora habilitowanego uzyskała w 2007 roku w oparciu o dorobek naukowy oraz pracę pt. „Tożsamość młodzieży w perspektywie globalnego świata. Studium socjopedagogiczne”. Tytuł naukowy profesora nauk społecznych otrzymała 14 sierpnia 2014 roku z rąk Prezydenta RP Bronisława Komorowskiego.
Zawodowo związana z Uniwersytetem im. Adama Mickiewicza w Poznaniu, na którym w 2015 roku objęła stanowisko profesora zwyczajnego. W kadencjach 2008–2012 i 2012–2016 była prodziekanem Wydziału Studiów Edukacyjnych, zaś w kadencjach 2016–2020 i 2020 – 2024 objęła funkcję dziekana tego wydziału. Ponadto w jednostce tej w 2008 została kierownikiem Zakładu Pedagogicznych Problemów Młodzieży, który w 2019 roku zmienił nazwę na Zakład Socjopedagogicznych Problemów Młodzieży. 
Od 2016 roku przewodniczy Sekcji Pedagogiki Młodzieży KNP PAN i Zespołowi Pedagogiki Młodzieży. 

## Działalność naukowa
Jej obszary badawcze obejmują pedagogikę młodzieży, kultury, społeczną i pracy oraz socjologię edukacji. Jej zainteresowania naukowo-badawcze skoncentrowane są na problematyce socjopedagogicznych problemów młodzieży. Złożoność podjętej problematyki oraz interdyscyplinarny charakter jej ujmowania odzwierciedla jej aktywność naukowo-badawcza. Bliskie są jej również zagadnienia skoncentrowane wokół europejskiego wymiaru edukacji oraz ewolucji edukacji w warunkach globalnych. Ukoronowaniem jej dotychczasowych studiów teoretycznych i prac empirycznych, ubogacanych doświadczeniami naukowymi zdobytymi podczas pobytów zagranicznych na University of London, University of Amsterdam, University of Stockholm, University of Edinburgh, Columbia University w Nowym Jorku, są między innymi następujące monografie autorskie: „Orientacje proeuropejskie młodzieży. Stan i potrzeby edukacyjne” (2001), „Tożsamość młodzieży w perspektywie globalnego świata, Studium socjopedagogiczne” (2006), „Młodzież akademicka a kariera zawodowa” (2013); redakcja naukowa książek: „Jednostka, społeczeństwo i edukacja w globalnym świecie” (2006), „Tożsamość w kontekście edukacyjnym i społeczno-kulurowym. Między partykularyzmem a uniwersalizmem” (2011), „Młodzież jako przedmiot i podmiot badań pedagogicznych” (2019); monografie współautorskie: „Polish Students and Alcohol. Conditions and Consequence” (Jacek Pyżalski, Natalia Walter, Agnieszka Cybal-Michalska, Ewa Karmolinska-Jagodzik, Mateusz Marciniak, Sylwia Jaskulska – 2022), „Wyzwania i dylematy uspołecznienia edukacji” (Jolanta Szempruch, Agnieszka Cybal-Michalska, Mirosław J. Szymański, Bogusław Śliwerski – 2024).
Redaktor Naczelna czasopisma „Rocznik Pedagogiczny”, które ukazuje się nieprzerwanie od 1972 oraz półrocznika „Kultura – Społeczeństwo - Edukacja” (Wydawnictwo Naukowe UAM w Poznaniu); Współredaktorka Naukowa Serii KNP PAN: "Palące Problemy Edukacji i Pedagogiki"; członkini Rad Redakcyjnych kilku czołowych czasopism z obszaru nauk pedagogicznych i socjologicznych oraz recenzentka licznych czasopism wydawanych na krajowym i międzynarodowym rynku publikacyjnym.

## Odznaczenia
- Srebrny Krzyż Zasługi za wybitne zasługi w budowaniu społeczeństwa obywatelskiego w Polsce, za osiągnięcia w działalności na rzecz upowszechniania idei europejskiej (2014)[13]
- Medal Komisji Edukacji Narodowej (2015)
- Medal Unii Lubelskiej w uznaniu za wieloletnią działalność dydaktyczno-badawczą oraz aktywną współpracę z lubelskim środowiskiem naukowym z podziękowaniem za cenny wkład w umacnianie relacji polsko-ukraińskich w atmosferze szacunku i otwartości a także międzynarodową promocję Miasta Lublin (2022)[14]
- Medal Polskiego Towarzystwa Pedagogicznego w dowód uznania szczególnych zasług na rzecz rozwijania nauk pedagogicznych oraz popularyzacji ich osiągnięć (2023)
- Medal Narodowej Akademii Nauk Pedagogicznych Ukrainy im K.D. Uszyńskiego (2023) za znaczący wkład w rozwój nauk pedagogicznych i systemu oświaty w Rzeczpospolitej Polskiej i w Ukrainie, za wsparcie działań edukacyjnych dzieci i młodzieży z Ukrainy na terenie Polski w czasie wojny w Ukrainie[15]
- Medale za zasługi w rozwoju uczelni: UAM w Poznaniu (Medal 100-lecia Uniwersytetu Poznańskiego - jako wyraz uznania uczelnianego środowiska akademickiego dla doniosłego udziału w dziele rozwoju Uniwersytetu im. Adama Mickiewicza), UWM w Olsztynie, UMCS w Lublinie